# Shimla (huyện)
Huyện Shimla là một huyện thuộc bang Himachal Pradesh, Ấn Độ. Thủ phủ huyện Shimla đóng ở Shimla. Huyện Shimla có diện tích 5131 ki lô mét vuông. Đến thời điểm năm 2001, huyện Shimla có dân số 721745 người.